# Mainxe
Mainxe korábbi község Franciaországban, Charente megyében. Lakosainak száma 665 fő (2018. január 1.). Mainxe Bourg-Charente, Gondeville, Jarnac és Saint-Même-les-Carrières községekkel határos.
2019. január 1-jén Gondeville korábbi községgel egyesült és az így létrejött Mainxe-Gondeville új község része lett.

## Népesség
A település népességének változása:
| Lakosok száma | 627  | 569  | 543  | 519  | 590  | 703  | 696  | 682  | 655  | 665  |
|               | 1968 | 1975 | 1982 | 1999 | 2006 | 2011 | 2013 | 2016 | 2017 | 2018 |